# Synargis pittheus
Synargis pittheus is een vlindersoort uit de familie van de prachtvlinders (Riodinidae), onderfamilie Riodininae.
Synargis pittheus werd in 1818 beschreven door Hoffmansegg.